# Dreams (песня Van Halen)
«Dreams» (с англ. — «Мечты») — двадцать третий в общем и второй с альбома 5150 сингл американской хард-рок-группы Van Halen, выпущенный 24 мая 1986 года на лейбле Warner Bros. Был выпущен в 7-дюймовом и 12-дюймовом вариантах, причем 7-дюймовый сингл содержал альбомную версию, а 12-дюймовый — расширенную версию. Авторами песни числятся все участники группы. Сингл достиг 22-го места в чарте Billboard Hot 100. «Dreams» стала одной из знаковых песен альбома и закрепила статус Сэмми Хагара как нового фронтмена Van Halen.

## О сингле
Работа над песней «Dreams» началась во время записи альбома 5150, первого альбома группы с вокалистом Сэмми Хагаром. Альбом был практически уже завершён, когда продюсер Мик Джонс настоял на том, что группе нужна ещё одна песня. Сами музыканты были настроены скорее отправиться в тур, чем продолжать работу в студии. Однако Джонс настаивал: «Нужен ещё один трек».
В поисках вдохновения Эдди Ван Хален начал прослушивать свои старые записи на кассетах и наткнулся на фрагмент, включающий вступление и гитарный рифф, которые сразу привлёкли внимание всех участников. Они начали работать над песней в студии, но Хагар долгое время не мог найти подходящую мелодию и текст. Чтобы помочь, Мик Джонс в течение недели каждое утро приезжал к Хагару домой, и они вместе гуляли по пляжу, обсуждая идеи. Хагар вспоминал: «Я просто не знал, что под это петь. И [Джонс] тоже не знал, а он, знаете ли, отличный автор песен. Я говорю: „Помоги мне, дай мне идею для мелодии, есть у тебя что-нибудь? Дай мне идею, и я напишу“. Мы гуляем по Малибу, возвращаемся, и, чувак, у Мика для меня ничего нет».
Решение пришло неожиданно. Слушая демозапись в машине, Хагар начал напевать строки higher and higher («всё выше и выше»). Он вернулся в студию, где сразу записал эту мелодию в непривычно высоком для себя регистре. По словам Хагара, его голос звучал настолько неожиданно мощно, что остальные музыканты и продюсеры были ошеломлены. Эдди Ван Хален даже воскликнул: «Если бы я знал, что ты можешь петь так высоко, я бы писал для тебя больше таких песен!» По воспоминаниям Мика Джонса, Сэмми пел настолько высоко, что у него началась гипервентиляция и он чуть не потерял сознание.
Несмотря на сложность вокальной партии, Хагар утверждал, что ему удавалось удивительно легко исполнять песню на концертах. По его словам, он раньше никогда не использовал такой высокий регистр, поэтому голос не был изношен, и песня исполнялась с лёгкостью в большинстве туров с его участием, включая последний тур воссоединения с Хагаром в 2004 году.
В студийной версии песни «Dreams» Эдди Ван Хален исполнил партии на гитаре и на клавишных. Во время тура 5150 Tour он играл на клавишных, переключаясь на гитару во время соло, а Сэмми Хагар играл на ритм-гитаре. В последующих турах Эдди полностью сосредоточился на гитаре, а партию клавишных исполнял за кулисами специально нанятый музыкант (например, Алан Фицджеральд из Night Ranger во время тура Balance играл в глубине сцены в маленькой черной палатке) или использовалась заранее записанная фонограмма.
Во время живых выступлений в припеве, где звучат слова We'll get higher and higher, straight up we'll climb. Higher and higher, leave it all behind («Мы поднимемся всё выше и выше, вскарабкаемся к самым вершинам. Всё выше и выше, оставив всё позади»), басист Майкл Энтони обычно исполнял второе «higher» в обеих частях. В студийной версии обе партии исполнил Сэмми Хагар. Этот элемент стал стандартной частью живого исполнения песни, причём Эдди Ван Хален также присоединялся к вокалу.
Песня входила в сет-лист выступлений группы даже во время тура с вокалистом Гэри Шероуном в поддержку альбома Van Halen III.

## Музыкальные видео
Сразу после выхода 5150 группа решила не выпускать никаких музыкальных клипов в поддержку нового альбома. Группа посчитала, что лучший способ познакомить поклонников со своим новым вокалистом — это не клипы, а живое выступление на сцене, где Хагар по-настоящему раскрывает свой талант. Однако руководство лейбла посчитало, что отказ от видеоклипов упускает важные возможности в эпоху расцвета музыкального телевидения. Один из руководителей Warner Bros., посмотрев фильм Top Gun, премьера которого состоялась в мае того же 1986 года, и вдохновившись динамичными сценами сражений и воздушных маневров, предложил создать видеоклип для Van Halen на основе архивных съемок авиационной группы высшего пилотажа ВМС США «Голубые Ангелы», выполнявших воздушные акробатические трюки на штурмовиках Douglas A-4 Skyhawk, с использованием «Dreams» в качестве музыкального сопровождения. Этот визуальный ряд неожиданно стал вирусным хитом на MTV, и ВМС впоследствии использовали его в своих агитационных материалах в качестве бесплатной рекламы.
Два других видео были сняты в марте 1993 года во время живого выступления в клубе Whisky a Go Go в Западном Голливуде, Калифорния, в честь возвращения группы на площадку спустя 15 лет для продвижения релиза Live: Right Here, Right Now. В первой версии использованы фрагменты интервью с фанатами, выстроившимися в очередь у клуба перед выступлением. Эта версия доступна на DVD Van Halen: Video Hits, Vol. 1. Вторая версия содержит гораздо меньше комментариев и больше внимания уделяется самому исполнению.

## Критика и признание
В интервью Сэмми Хагар, отвечая на вопросы фанов, назвал «Dreams» одной из своих самых любимых песен Van Halen, поставив её на первое место. Позже Хагар записал новую версию этой песни на своём сольном альбоме Lite Roast (2014), исполнив её в медленной акустической аранжировке, отличной от оригинальной энергичной рок-версии.
Вольфганг Ван Хален охарактеризовал песню «Dreams» как «одну из лучших вещей, которые когда-либо написал мой отец». Журнал Cash Box назвал её «праздником подростковой свободы» и отметил мощный вокал Сэмми Хагара, сопровождаемый фирменным звучанием группы — смесью классического попа и жёсткого рока. Billboard также отметил гитарное мастерство Эдди Ван Халена и эмоциональное исполнение Хагара, назвав песню «настоящим хард-роком», хотя и с «подозрительно радостным поп-ритмом».
Однако не все отзывы были столь благосклонными: в 1998 году Рик Регер из Chicago Tribune раскритиковал песню, назвав её «вялой попыткой поп-метала». Тем не менее, спустя годы композиция заслужила признание, заняв первое место в списке «Лучших песен эпохи Van Hagar» по версии издания Ultimate Classic Rock, где её описали как «вдохновляющий шедевр поп-магии».
В 1995 году песня использовалась в саундреке к фильму «Могучие морфы: Рейнджеры силы». В 2004 году она прозвучала на закрытии Национального съезда Демократической партии США после выступления Джона Керри с его программной речью, став затем неофициальным гимном его предвыборной кампании, исполнявшимся на митингах по всей стране.

## Список композиций
7-дюймовый сингл
| №  | Название | Длительность |
| -- | -------- | ------------ |
| 1. | «Dreams» | 4:53         |

| №                   | Название            | Длительность |
| ------------------- | ------------------- | ------------ |
| 1.                  | «Inside»            | 5:02         |
| Общая длительность: | Общая длительность: | 9:55         |

12-дюймовый сингл
| №  | Название | Длительность |
| -- | -------- | ------------ |
| 1. | «Dreams» | 5:07         |

| №                   | Название            | Длительность |
| ------------------- | ------------------- | ------------ |
| 1.                  | «Inside»            | 5:02         |
| Общая длительность: | Общая длительность: | 10:09        |

## Позиция в чартах
| Чарт (1986)                           | Позиция |
| ------------------------------------- | ------- |
| Australia (Kent Music Report)         | 51      |
| Канада (RPM Top Singles)              | 85      |
| США (Billboard Hot 100)               | 22      |
| US Cash Box Top 100                   | 24      |
| UK Singles Chart                      | 62      |
| US Top Rock Tracks (Billboard)        | 6       |
| West Germany (Official German Charts) | 53      |

## Концертная версия сLive: Right Here, Right Now
«Dreams» (live) — сороковой в общем и третий с альбома Live: Right Here, Right Now сингл хард-рок группы Van Halen, выпущенный в 1993 году на лейбле Warner Bros. Это единственный сингл с альбома Live: Right Here, Right Now, который не попал ни в один чарт.

### Список композиций
7" сингл Европа
| №  | Название        | Длительность |
| -- | --------------- | ------------ |
| 1. | «Dreams (live)» | 4:49         |

| №  | Название           | Длительность |
| -- | ------------------ | ------------ |
| 1. | «Right Now (Live)» | 6:13         |

7" сингл США
| №  | Название        | Длительность |
| -- | --------------- | ------------ |
| 1. | «Dreams (live)» | 4:29         |

| №  | Название               | Длительность |
| -- | ---------------------- | ------------ |
| 1. | «Judgement Day (Live)» | 4:35         |

CD Германия
| №  | Название                    | Длительность |
| -- | --------------------------- | ------------ |
| 1. | «Dreams (live)»             | 3:53         |
| 2. | «Right Now (Live)»          | 6:13         |
| 3. | «One Way To Rock (Live)»    | 4:27         |
| 4. | «Dreams (альбомная версия)» | 4:51         |

## Участники записи
Van Halen
- Алекс Ван Хален — ударные
- Эдди Ван Хален — гитара, бэк-вокал, синтезатор
- Майкл Энтони — бас-гитара, бэк-вокал
- Сэмми Хагар — вокал

Дополнительные участники
- Алан Фитцджеральд — синтезатор, бэк-вокал (в версии с альбома Live: Right Here, Right Now, на пластинке указан как «клавишный техник Эдди»)